# Nymphaea tetragona
Nymphaea tetragona (латаття чотиригранне) — вид трав'янистих рослин родини лататтєві (Nymphaeaceae), поширений на північному-сході Європи, півночі Північної Америки, й на півночі й у горах Азії.

## Опис
Багаторічна трав'яниста коренева водна рослина з плавучим листям. Плавуче листя з від овальної до довгастої форми пластиною довжиною 7–12 см. Листовий черешок тонкий і сплющений. Квітка чашоподібна, шириною 2.5 см. Численні пелюстки білі, рідше червоні або пурпурові. Чашолистиків чотири. Пиляки блідо-жовті. Маточки з декількох зрощених плодолистиків. Плід — ягода.

## Поширення
Поширений на північному-сході Європи, півночі Північної Америки, й на півночі й у горах Азії.

## Галерея

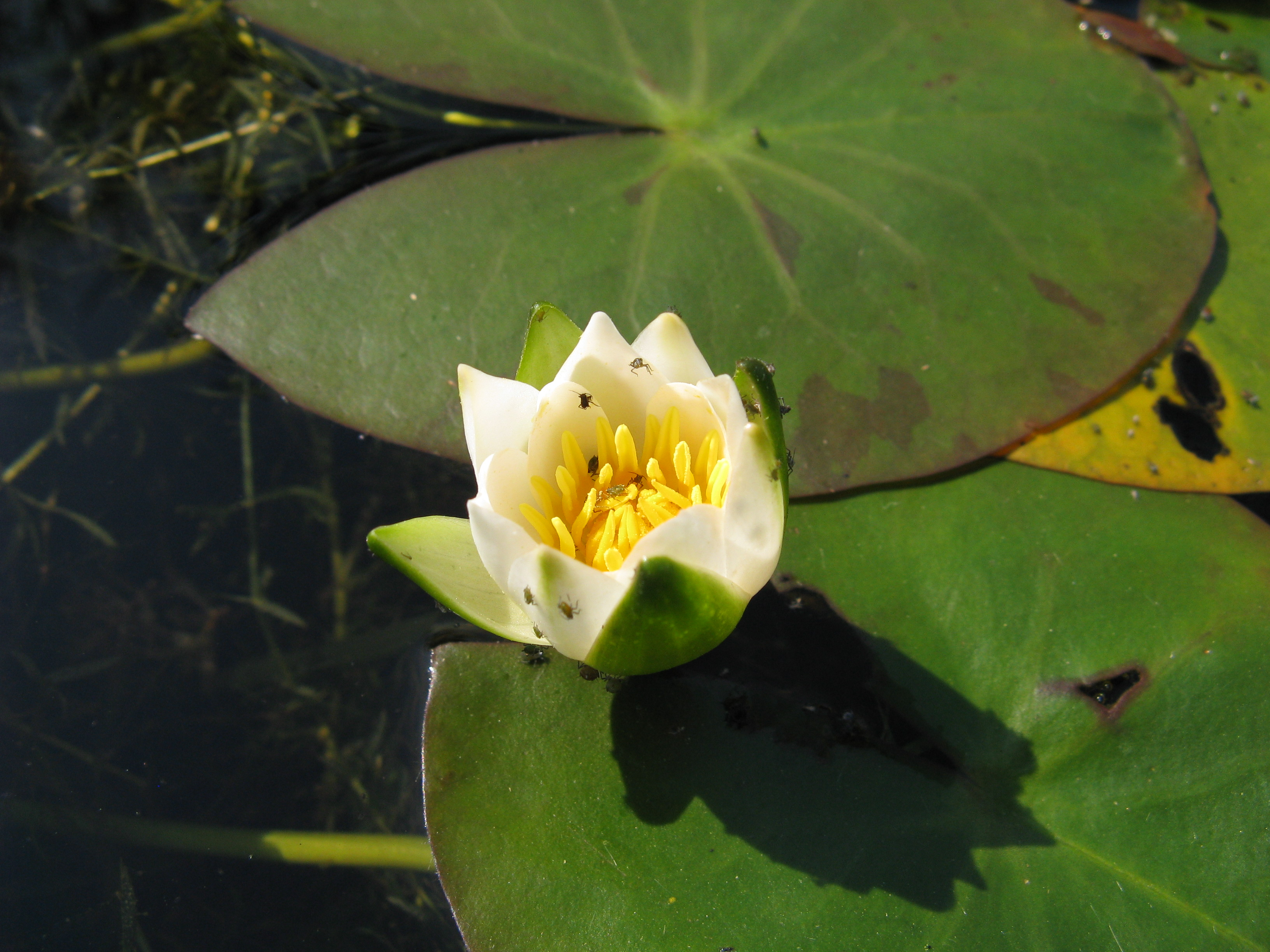
рослина
квітка
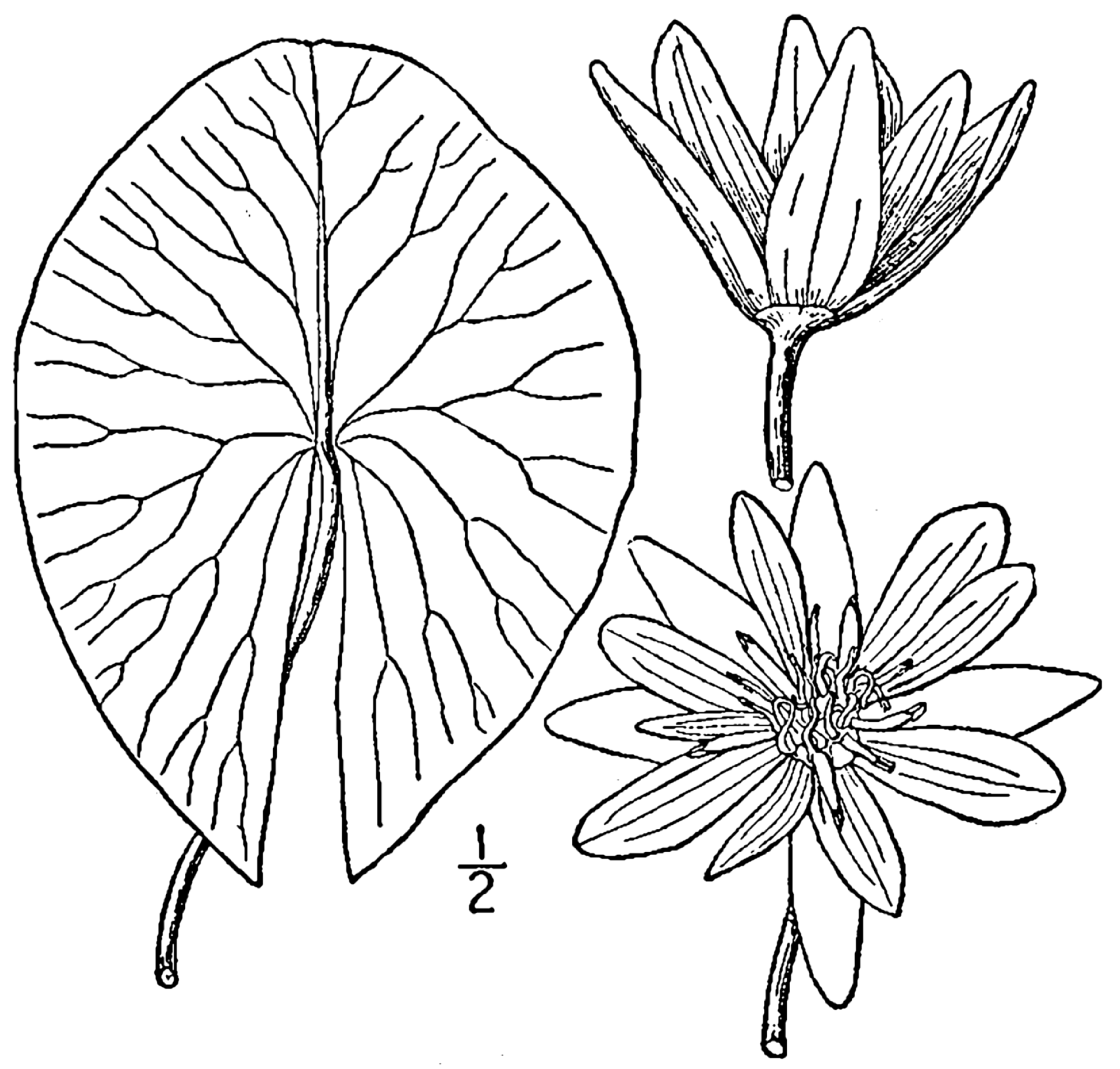
ілюстрація